# Revenge (3.ª temporada)
A terceira temporada de Revenge é uma série de televisão americana do gênero drama criada por Mike Kelley e é estrelada por Madeleine Stowe e Emily VanCamp. Estreou em 29 de setembro de 2013. A estreia da temporada gerou críticas positivas.[carece de fontes?]

## Sinopse
Emily nunca esteve tão perto de concretizar sua vingança. Após sua confissão a Jack tudo ficou mais simples. Patrick, filho do primeiro relacionamento de Victória, retorna e logo se envolve com Nolan Ross que, após uma temporada na cadeia, é solto. Com a ajuda de Aiden, Emily consegue manter seu objetivo em vista, mas antigos inimigos ressurgem e uma antiga paixão de Daniel retorna. Com isso, esse novo verão nos Hamptons pode acabar não saindo como planejado. 

## Elenco

### Elenco Principal
- Emily VanCamp como Emily Thorne/Amanda Clarke
- Madeleine Stowe como Victoria Grayson[4]
- Gabriel Mann como Nolan Ross
- Henry Czerny como Conrad Grayson
- Nick Wechsler como Jack Porter
- Josh Bowman como Daniel Grayson
- Barry Sloane como Aiden Mathis
- Christa B. Allen como Charlotte Clarke

### Elenco Recorrente
- Karine Vanasse como Margaux LeMarchal[5]
- Justin Hartley como Patrick Osbourne
- Annabelle Stephenson como Sara Munello
- Henri Esteve como Javier Salgado
- Gail O'Grady como Stevie Grayson
- Olivier Martinez como Pascal LeMarchal
- Amber Valletta como Lydia Davis
- Stephanie Jacobsen como Niko Takeda
- James Tupper como David Clarke
- Emily Alyn Lind como Amanda Clarke (09 anos)

### Elenco Convidado
- Ashley Madekwe como Ashley Davenport
- Roger Bart como Mason Treadwell
- James LeGros como Paul Whitley
- Brett Cullen como Jimmy Brennan
- Wade Williams como Oficial Mostrowski
- Diogo Morgado como Dr. Jorge Velez
- Anil Kumar como Rohan Kamath
- Jayne Brook como Loretta Munello
- Brianna Brown como Lacey
- Ana Ortiz como Bizzy Preston
- Morgan Fairchild como Teresa
- Tim DeKay como Luke Gilliam
- Daniel Zovatto como Gideon LeMarchal
- Amy Landecker como Dr. Michelle Banks

## Produção
Mike Kelley, criador da série e produtor executivo, demitiu-se antes do final da 2ª temporada e desde então foi substituído por Sunil Nayar.

### Desenvolvimento
Em 10 de maio de 2013, a série Revenge foi renovada para uma terceira temporada. Foi anunciado que a série fará parte de um seleto grupo produções do gênero cujas temporadas são divididas em duas partes para serem transmitidas sem interrupção. A primeira parte da temporada começou a ser transmitida em 29 de setembro de 2013.
Em 21 de Maio de 2013, Mike Kelley deixou o programa, sendo substituído por Sunil Nayar, enquanto Gretchen Berg e Aaron Harberts se tornaram produtores executivos.

### Elenco
Para a terceira temporada, o contrato de Ashley Madekwe não foi renovado, enquanto o papel de Connor Paolo foi eliminado no último episódio da segunda temporada. No dia 31 de maio de 2013, Ashley Madekwe anunciou sua saída da série, por meio de sua conta no Twitter.
Em 12 de julho de 2013, foi confirmado que o ator Justin Hartley foi escalado para dar vida a Patrick, filho de Victoria.  Em 17 de Julho de 2013, foi anunciado que Karine Vanasse foi escalada como Margaux, uma mulher que está ligada ao passado de Daniel, que aparecerá em um arco de história com vários episódios. Dois dias mais tarde, foi revelado que o ator Diogo Morgado foi escalado para desempenhar um médico misterioso chamado Jorge Velez. Em 29 de julho, foi anunciado que James LeGros interpretará Paulo Whitely, um padre que tem laços com os Graysons. Amber Valletta retorna ao elenco da série como recorrente. Sua morte teria acontecido no final da primeira temporada, mas Sunil Nayar, novo showrunner da série resolveu "ressuscitar" a personagem escalando Amber novamente, que em uma entrevista afirmou estar presente em quatro episódios da temporada. Sua personagem, Lydia, não morreu na explosão do avião e agora é um peão nas mãos de Margaux, a quem revelou os podres dos Graysons.

### Difusão
A série foi ao ar no outono sem interrupção, fazendo uma pausa durante o inverno e sendo retomada em 9 de Março de 2014. No Canadá, foi exibida em transmissão simultânea na Citytv.

## Recepção
Scott D. Pierce, em sua crítica para o Sltrib, afirmou que Revenge "passa grande parte da hora [no primeiro episódio] apagando o que aconteceu na segunda temporada. Isto é uma coisa boa." Carrie Raisler, do A.V. Club, afirmou que o início da temporada mostra uma "reorientação para tornar o programa menos complicado". Jordan Alsaqa, do TV Equals, afirmou que no terceiro episódio da temporada "houve uma sensação de futilidade para alguns dos eventos". Joshua Alston, chamou a temporada de "uma reversão do infortúnio", ao publicar sua crítica para a telessérie no A.V Club. Jose Solis, do Pop Matters, escreveu que a temporada completa é muito "enrolada", mas "para seu próprio bem". Miranda Wicker, do TV Fanatic, definiu a temporada como "sem brilho".

## Episódios
| No. geral | No. | Título        | Dirigido por        | Escrito por                         | Exibição               | Audiência (milhões) |
| --------- | --- | ------------- | ------------------- | ----------------------------------- | ---------------------- | ------------------- |
| 45        | 1   | "Fear"        | Kenneth Fink        | Sunil Nayar                         | 29 de Setembro de 2013 | 8.11                |
| 46        | 2   | "Sin"         | John Scott          | Joe Fazzio                          | 6 de Outubro de 2013   | 6.84                |
| 47        | 3   | "Confession"  | Matt Earl Beesley   | Sallie Patrick                      | 13 de Outubro de 2013  | 6.00                |
| 48        | 4   | "Mercy"       | J. Miller Tobin     | Karin Gist                          | 20 de Outubro de 2013  | 6.16                |
| 49        | 5   | "Control"     | Allison Liddi-Brown | Ted Sullivan                        | 27 de Outubro de 2013  | 5.71                |
| 50        | 6   | "Dissolution" | Bobby Roth          | Gretchen J. Berg & Aaron Harberts   | 3 de Novembro de 2013  | 6.33                |
| 51        | 7   | "Resurgence"  | John Scott          | Christopher Fife                    | 10 de Novembro de 2013 | 5.49                |
| 52        | 8   | "Secrecy"     | Colin Bucksey       | Sallie Patrick & JaSheika James     | 17 de Novembro de 2013 | 5.81                |
| 53        | 9   | "Surrender"   | Jennifer Getzinger  | Joe Fazzio                          | 8 de Dezembro de 2013  | 6.04                |
| 54        | 10  | "Exodus"      | Kenneth Fink        | Sunil Nayar & Karin Gist            | 15 de Dezembro de 2013 | 6.22                |
| 55        | 11  | "Homecoming"  | Matt Earl Beesley   | Ted Sullivan                        | 5 de Janeiro de 2014   | 6.69                |
| 56        | 12  | "Endurance"   | Sanford Bookstaver  | Sallie Patrick                      | 12 de Janeiro de 2014  | 5.71                |
| 57        | 13  | "Hatred"      | John Terlesky       | Gretchen J. Berg & Aaron Harberts   | 19 de Janeiro de 2014  | 5.37                |
| 58        | 14  | "Payback"     | Romeo Tirone        | Sunil Nayar & Christopher Fife      | 9 de Março de 2014     | 6.60                |
| 59        | 15  | "Struggle"    | Christopher Misiano | Michael J. Cinquemani               | 16 de Março de 2014    | 6.24                |
| 60        | 16  | "Disgrace"    | Matt Shakman        | Shannon Goss                        | 23 de Março de 2014    | 5.66                |
| 61        | 17  | "Addicton"    | Tara Nicole Weyr    | Joe Fazzio                          | 30 de Março de 2014    | 5.25                |
| 62        | 18  | "Blood"       | Wendey Stanzler     | Karin Gist                          | 6 de Abril de 2014     | 5.16                |
| 63        | 19  | "Allegiance"  | Jennifer Wilkinson  | Ted Sullivan                        | 13 de Abril de 2014    | 5.26                |
| 64        | 20  | "Revolution"  | Christopher Moore   | Sunil Nayar & Michael J. Cinquemani | 27 de Abril de 2014    | 5.19                |
| 65        | 21  | "Impetus"     | J. Miller Tobin     | Gretchen J. Berg & Aaron Harberts   | 4 de Maio de 2014      | 4.98                |
| 66        | 22  | "Execution"   | Kenneth Fink        | Sunil Nayar & Joe Fazzio            | 11 de Maio de 2014     | 4.87                |